# Medline Industries
Medline Industries, Inc. ist ein privates US-amerikanisches Medizintechnikunternehmen mit Sitz in Northfield, Illinois. Es ist der größte in Privatbesitz befindliche Hersteller und Vertreiber von medizinischem Bedarf mit Niederlassungen in 20 Ländern und bietet Produkte, Schulungen, klinische Programme und Dienstleistungen für die gesamte Bandbreite der Pflege an. Im Jahr 2018 erreichte Medline einen Gesamtumsatz von über 11 Milliarden US-Dollar.

## Geschichte
1910 gründete A. L. Mills die Northwestern Garment Factory, die Schürzen für Lagerplätze herstellte. Zwei Jahre später gründete er die Mills Hospital Supplies Inc., die OP-Kittel und Schwesternuniformen für Krankenhäuser herstellte. In den 1920er Jahren übernahm Mills Sohn Irving das Geschäft und begann, neben der Bekleidung auch allgemeinen medizinischen Bedarf zu vertreiben. Im Jahr 1966 wurde das heutige Unternehmen gegründet.
Bis Jahresende 2021 soll die Übernahme eines Mehrheitsanteils durch ein Konsortium von Beteiligungsunternehmen um Blackstone Group, Carlyle Group und Hellman & Friedman abgeschlossen sein.